# Kamicochi
Kamikōchi o Kamicochi (上高地 Tierras Altas?) es un remoto valle montañoso de las tierras altas en las montañas Hida, en la región occidental de la prefectura de Nagano, Japón. El valle está a 1500 metros de altitud y rodeado de montañas de alrededor de 3.000 metros de altura.

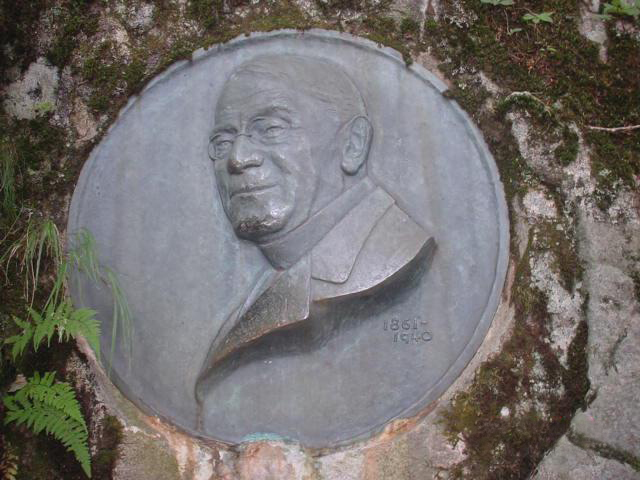
Placa conmemorativa dedicada al Reverendo Walter Weston, que dedicó sus esfuerzos a preservar Kamikōchi como parque nacional.

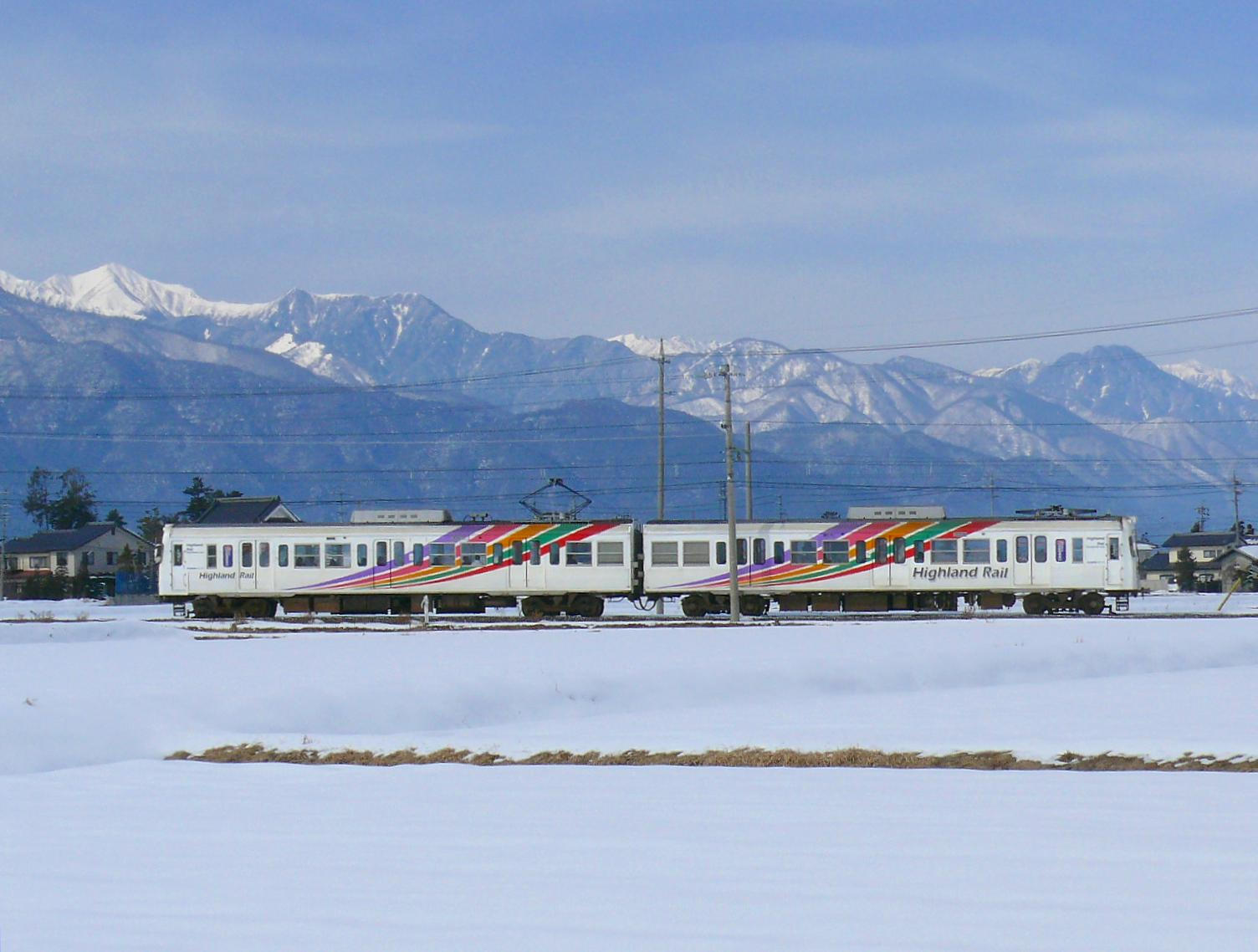
Tren del Ferrocarril Eléctrico de Masumoto en la Línea Kamikōchi.

Se ha conservado en su estado natural dentro del parque nacional Chūbu-Sangaku. Está designado como uno de los Bienes Culturales Nacionales de Japón, en la lista de Monumentos Naturales Especiales y Lugares Especiales de Belleza Escénica. A veces se le conoce como el 'Valle de Yosemite japonés', aunque es considerablemente más pequeño que el californiano.

## Geografía
Kamikōchi es un valle de alta montaña de aproximadamente 18 kilómetros de longitud. La elevación promedio del suelo del valle oscila entre aproximadamente 1.400 m s. n. m. en el extremo sur y aproximadamente 1.600 m en el extremo norte.
Kamikōchi se encuentra en las montañas Hida, los 'Alpes del Norte' de los Alpes japoneses. Las montañas circundantes alcanzan hasta 3.190 m. Kamikōchi está bordeado en su extremo norte por el Monte Hotaka y en su extremo sur por el Monte Yake, un volcán activo.
El río Azusa fluye a lo largo del valle, llenando el lago Taishō en la base del monte Yake El lago Taishō recibió su nombre porque se formó por la erupción del monte Yake en 1915, que fue parte del período Taishō en Japón.
Debido a la topografía relativamente plana del valle de Kamikochi, las marismas y los pantanos son una característica común, incluyendo la marisma de Takezawa y los pantanos de Tashiro y de Myojin. Como las aguas provienen principalmente de la nieve derretida o de los acuíferos subterráneos, la temperatura del agua es fría, incluso en pleno verano. El área de Tokusawa en el extremo norte del valle sirvió como zona de pastoreo para caballos y ganado hasta 1934, cuando el área estaba completamente integrada en el parque.

## Historia
Kamikochi fue explorado ampliamente hasta mediados del siglo XIX. Al reverendo Walter Weston, un misionero anglicano británico, se le atribuye a través de sus escritos, sobre todo con la publicación de su libro Montañismo y Exploración en los Alpes japoneses, el despertar el interés en el montañismo recreativo en Japón y también la presión para preservar el área de Kamikochi. Cada año en junio se celebra en Kamikochi, el Festival Weston en reconocimiento a su contribución a la conservación de los Alpes del norte de Japón.
El novelista japonés Ryunosuke Akutagawa también contribuyó a un auge del turismo interno cuando publicó su libro Kappa en 1927. El nombre de Kappa-bashi, el estrecho puente colgante peatonal sobre el río Azusa mencionado en la novela es anterior a la publicación del libro. El origen de la denominación del puente es incierto, pero se cree que lo más probable fuese por referirse a los míticos kappa, deidades del agua que se dice que habitan los ríos y arroyos de las montañas de Japón.
El kanji 神垣内 (Kami-ko-uchi) también se usaba para escribir 'Kamikōchi', pero 上高地 (Kami-kō-chi) se ha convertido en la forma común de escribir el nombre.
Las instalaciones del parque incluyen dos áreas para acampar, varios hoteles (ryokan japonés tradicional y de estilo occidental), una oficina de correos, un centro de información turística y algunas tiendas de recuerdos, ubicadas principalmente entre la terminal de autobuses y taxis y el puente Kappa-bashi.

## Acceso y transporte
Como todo el valle de Kamikochi está protegido como parte del parque nacional Chūbu-Sangaku, solo pueden acceder por carretera los autobuses, taxis o vehículos de trabajadores forestales y de mantenimiento. Se ha restringido la entrada de vehículos privados al parque más allá del túnel de Kama para evitar atascos y por razones medioambientales desde 1994. Los automóviles privados han de aparcar en el área de estacionamiento de Hirayu o de Sawando, desde donde los autobuses o taxis transportan a los visitantes directamente al centro de visitantes del parque.
Para los pasajeros de ferrocarril que se acercan desde Matsumoto, está disponible un billete de transporte integrado en el parque utilizando el servicio de Ferrocarril de las Tierras Altas de la línea Kamikōchi a la terminal ferroviaria de Shin-Shimashima y luego el servicio de autobús de las Tierras Altas provisto por Alpico Kōtsū. El viaje al centro del parque desde la estación de Matsumoto en tren y autobús dura aproximadamente 1 hora y 50 minutos.
Desde Tokio (Shinjuku) y Nagoya hay autobuses de larga distancia y nocturnos directos al parque.
El parque está oficialmente abierto aproximadamente desde mediados de abril hasta mediados de noviembre, con una gran cantidad de visitantes durante las vacaciones escolares de verano (finales de julio hasta finales de agosto) y cuando las hojas de otoño están en su apogeo en octubre.

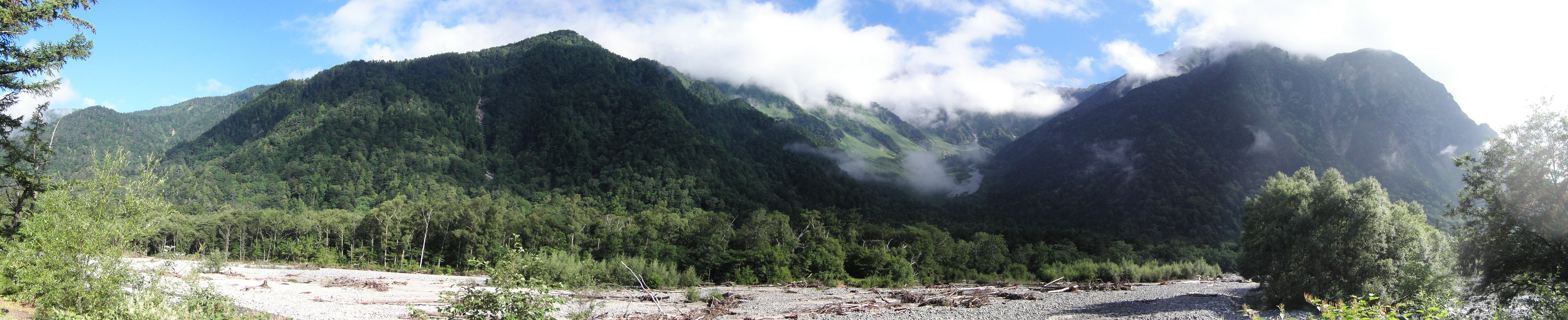
Vista panorámica del valle central de Kamikōchi frente al monte Hotaka.